# Ingeborg Eriksdotter
Ej att förväxla med Ingeborg Eriksdotter av Danmark (1244–1287) eller Ingeborg Eriksdotter av Norge (1297–1357)
Ingeborg Eriksdotter, född någon gång mellan sina föräldrars giftermål 1210 och sin fars död 1216, död 17 juni 1254, var en svensk prinsessa, dotter till kung Erik Knutsson och drottning Rikissa, gift med Birger jarl och stammoder för kungaätten Bjälboätten. 
Med Birger fick hon följande barn:
1. Rikissa, född omkring 1238, död 1288
2. Valdemar, född omkring 1239, död 1302, kung av Sverige 1250–1275
3. Magnus, född omkring 1240, död 1290, kung av Sverige 1275–1290
4. Kristina, vars dotter Elena var gift med Ulf Holmgersson (Ama)
5. Katarina, född omkring 1245, död 1289
6. Erik, född omkring 1250, död 1275
7. Ingeborg, född omkring 1253, död 1302
8. Bengt, född 1254, död 1291